# Хустський замок
Ху́стський за́мок — фортифікаційна споруда, що існувала в XI—XVIII століттях у місті Хусті (Закарпатська область, Україна), пам'ятка архітектури національного значення (№ 210). 
Замок побудований як угорська королівська фортеця для захисту соляного шляху з Солотвина, зокрема Хустських воріт, і прикордонних районів. Його будівництво почалося в 1090 році та було закінчено за короля Бели ІІІ у 1191 році. 
Про замок згадує турецький мандрівник Евлія Челебі: «Хустський замок розташований на вершині гори Хасана. Мури його високі і товсті, і своєю могутністю він схожий на фортецю Іскандер, бо висота його вже сягає неба. Житлові будівлі, повернуті вікнами на схід, здіймаються одна над одною. Дахи палаців вкриті кольоровою черепицею, дахи церков — залізом, хрести на них — з чистого золота і так сяють, що в того, хто дивиться на них, втомлюються очі і він змушений, з повагою до них, опускати погляд».

## Історія замку

План замку

На околиці міста Хуста підноситься гора вулканічного походження, на якій в XI—XII ст. збудовано замок-фортецю. З 1281 до 1321 рр. твердиня належала князям Галицько-Волинської держави. У 1480 році угорський король Матвій Корвін дарує замок королеві Беатрисі Арагонській. 1511 року Ласло II віддав Хустський замок з усіма його маєтностями в оренду за 20 тис. золотих угочанському жупану Габору Перені. 1669 року комендант замку Міхай Катона склав його інвентар, куди увійшло 50 гармат, кілька тонн пороху, 3000 ядер у 3 складах. 1709 року в замку відбувався загальнотрансільванський сейм прибічників князя Ференца II Ракоці.
У XVI—XVII ст. за Хуст і його замок часто воювали Габсбурґи і семигородські князі, на нього нападали турки і татари. Останній бойовий виступ Хустського гарнізону відбувся в 1717 році, коли солдати атакували 12-тисячну татарську орду поблизу Вишкова.
Замок був знищений від удару блискавок під час бурі — одна з них 1766 року потрапила в порохові склади. Жупанат спробував зберегти замок, почав ремонт, але це виявилося безнадійно. 1773 року імператриця Марія Терезія послала свого сина Йозефа оглянути замок. Він розпорядився перевести гарнізон до Мукачевого.
1798 року буря пошкодила останню башту замку. Влада дала місцевій громаді дозвіл розбирати замок на будівельне каміння. 1799 року розібрали східну стіну замку для спорудження католицької церкви та різних офіційних споруд у Хусті.

## Сучасність
Сьогодні туристи можуть побачити лише окремі частини колись неприступної фортеці.

## Фотографії

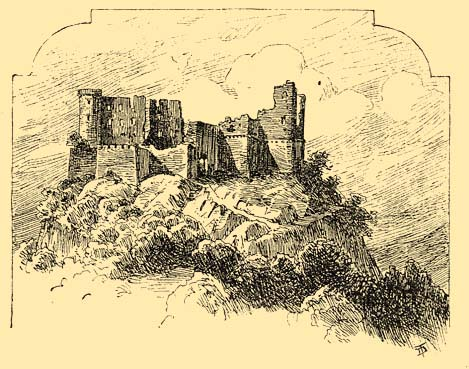
Руїни замку, кінець XIX — початок XX ст.
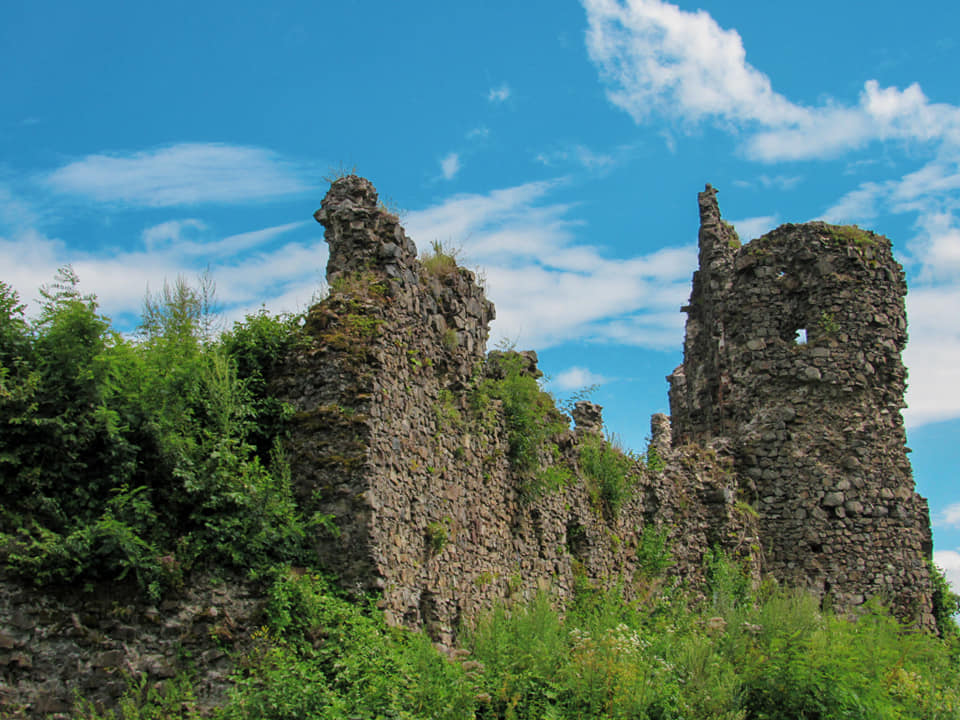
Хустський замок (сучасний стан)
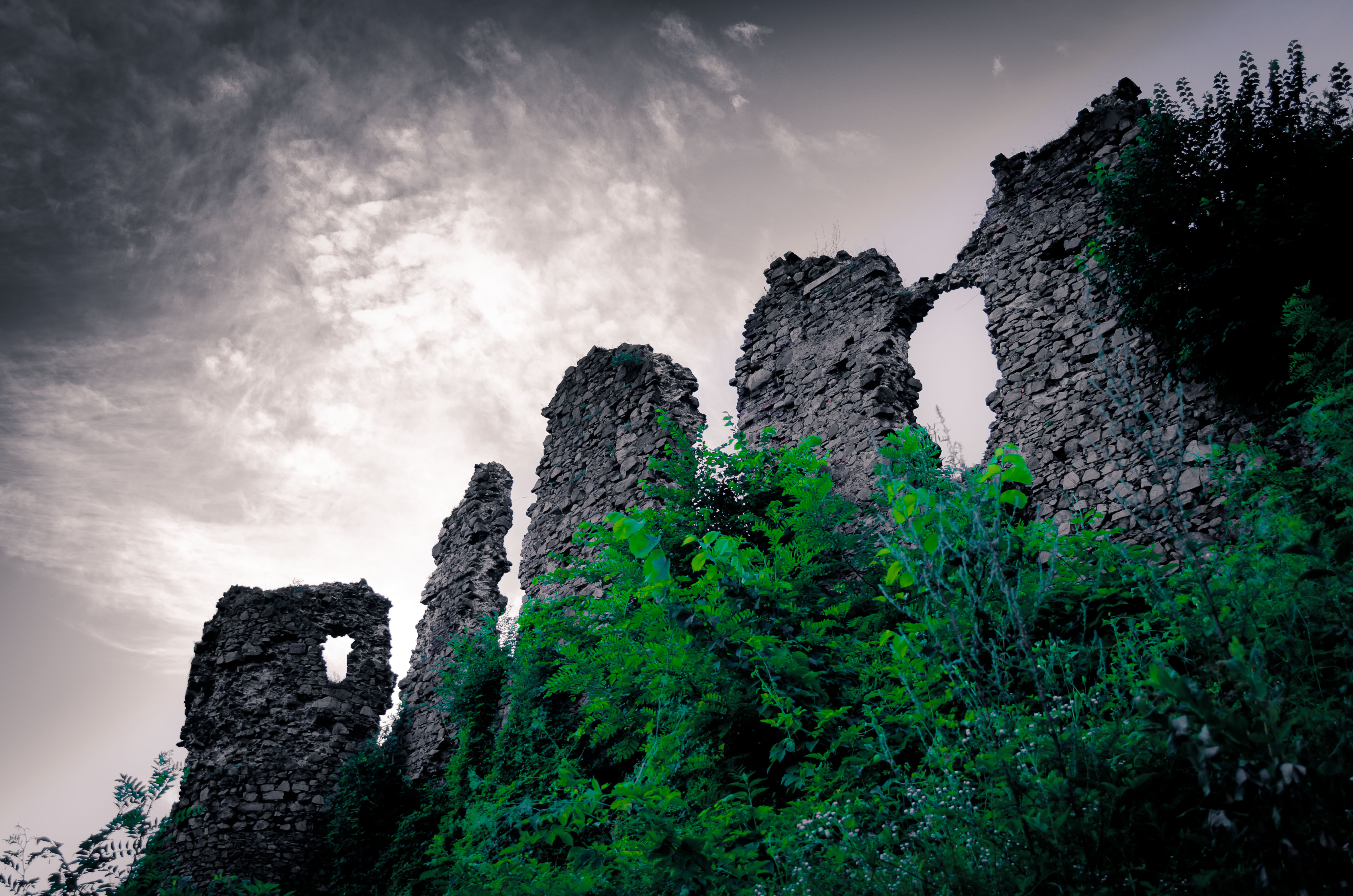
Руїни замку
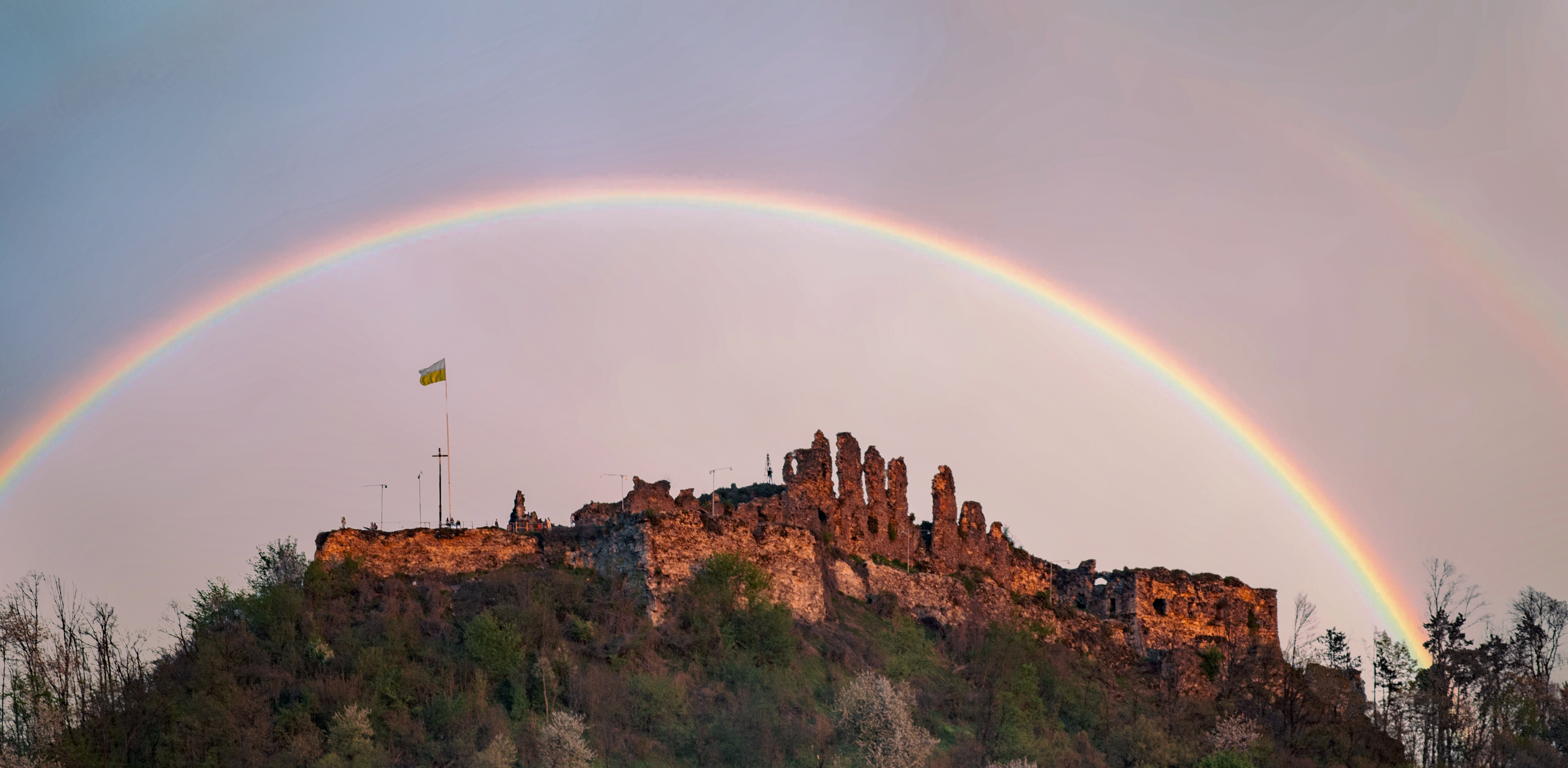
Руїни замку

## Виноски
1. ↑  Закарпатський усе-світ, №44 2006, часопис "Ї", с.193-196. Архів оригіналу за 18 жовтня 2008. Процитовано 11 листопада 2009.